# Winslow, Illinois
Winslow là một làng thuộc quận Stephenson, tiểu bang Illinois, Hoa Kỳ. Năm 2010, dân số của làng này là 338 người.

## Dân số
Dân số qua các năm:
- Năm 2000: 345 người.
- Năm 2010: 338 người.